# Curridabat
Curridabat este un oraș din provincia San José, Costa Rica.